# Оуен-Саунд
Оуен-Саунд - місто в Південно-Західному Онтаріо, Канада. Адміністративний центр графства Грей, розташоване в гирлах річка Поттаватомі та Сайденхем на вході в затоку Джорджен-Бей.
Оуен-Саунд має вологий континентальний клімат (класифікація кліматів Кеппена, який зм'якшується озером Гурон.
За даними перепису населення Канади 2021 року, проведеного Статистичною службою Канади, населення Оуен-Саунду становило 21612, що проживало у 9895 з 10406 загальної кількості приватних осель. У 2016 році населення було 21341. Маючи площу 24.21 км², місто мало густоту населення  892.6 осіб/км² у 2021.
Оуен-Саунд розташований на перетині автомагістралей Онтаріо  6, 10, 21 та 26. Через місто проходять дороги до Півострова Брюса.